# Якоб Каджая
Якоб Каджая (груз. იაკობ ქაჯაია; нар. 28 вересня 1993, Імеретія) — грузинський борець греко-римського стилю, дворазовий бронзовий призер чемпіонатів світу, дворазовий срібний та бронзовий призер чемпіонатів Європи, срібний призер Олімпійських ігор.

## Життєпис
Боротьбою почав займатися з 2005 року. У 2010 році став срібним призером чемпіонату Європи серед кадетів. Через два роки, у 2012 здобув бронзову нагороду на чемпіонаті Європи серед юніорів. Того ж року такого ж результату досяг на юніорській світовій першості. Ще через рік став чемпіоном Європи серед юніорів, а у 2016 — чемпіоном Європи у віковій групі до 23 років. Того ж року у кваліфікаційному турнірі здобув путівку на літні Олімпійські ігри в Ріо-де-Жанейро, де посів сьоме місце. На наступній Олімпіаді, що проходила 2021 року в Токіо, дістався фіналу, де поступився представнику Куби Міхайну Лопесу з рахунком 0-5, отримавши таким чином срібну нагороду.
Тренери — Темур Кілтава, Заза Зілагадзе

## Спортивні результати на міжнародних змаганнях

### Виступи на Олімпіадах
| Змагання                    | Збірна | Вагова категорія                  | Місце  |
| --------------------------- | ------ | --------------------------------- | ------ |
| Літні Олімпійські ігри 2016 | Грузія | греко-римська боротьба, до 130 кг | 7      |
| Літні Олімпійські ігри 2020 | Грузія | греко-римська боротьба, до 130 кг | Срібло |

### Виступи на Чемпіонатах світу
| Змагання                        | Збірна | Вагова категорія                  | Місце  |
| ------------------------------- | ------ | --------------------------------- | ------ |
| Чемпіонат світу з боротьби 2014 | Грузія | греко-римська боротьба, до 130 кг | 10     |
| Чемпіонат світу з боротьби 2015 | Грузія | греко-римська боротьба, до 130 кг | 24     |
| Чемпіонат світу з боротьби 2019 | Грузія | греко-римська боротьба, до 130 кг | Бронза |
| Чемпіонат світу з боротьби 2021 | Грузія | греко-римська боротьба, до 130 кг | Бронза |
| Чемпіонат світу з боротьби 2022 | Грузія | греко-римська боротьба, до 130 кг | 5      |
| Чемпіонат світу з боротьби 2023 | Грузія | греко-римська боротьба, до 130 кг | 8      |

### Виступи на Чемпіонатах Європи
| Змагання                         | Збірна | Вагова категорія                  | Місце  |
| -------------------------------- | ------ | --------------------------------- | ------ |
| Чемпіонат Європи з боротьби 2016 | Грузія | греко-римська боротьба, до 130 кг | 9      |
| Чемпіонат Європи з боротьби 2018 | Грузія | греко-римська боротьба, до 130 кг | Бронза |
| Чемпіонат Європи з боротьби 2019 | Грузія | греко-римська боротьба, до 130 кг | Срібло |
| Чемпіонат Європи з боротьби 2021 | Грузія | греко-римська боротьба, до 130 кг | Срібло |
| Чемпіонат Європи з боротьби 2022 | Грузія | греко-римська боротьба, до 130 кг | 12     |
| Чемпіонат Європи з боротьби 2023 | Грузія | греко-римська боротьба, до 130 кг | Бронза |
| Чемпіонат Європи з боротьби 2024 | Грузія | греко-римська боротьба, до 130 кг | 5      |

### Виступи на Європейських іграх
| Змагання              | Збірна | Вагова категорія                  | Місце  |
| --------------------- | ------ | --------------------------------- | ------ |
| Європейські ігри 2015 | Грузія | греко-римська боротьба, до 130 кг | 5      |
| Європейські ігри 2019 | Грузія | греко-римська боротьба, до 130 кг | Золото |

### Виступи на інших змаганнях
| Змагання                                                         | Збірна | Вагова категорія                  | Місце  |
| ---------------------------------------------------------------- | ------ | --------------------------------- | ------ |
| Турнір Г. Картозія і В. Балавадзе 2011                           | Грузія | греко-римська боротьба, до 96 кг  | Бронза |
| Золотий Гран-прі з боротьби 2013 (Баку)                          | Грузія | греко-римська боротьба, до 120 кг | Срібло |
| Золотий Гран-прі з боротьби 2014 (Париж)                         | Грузія | греко-римська боротьба, до 130 кг | Золото |
| Золотий Гран-прі з боротьби 2014 (Сомбатгей)                     | Грузія | греко-римська боротьба, до 130 кг | 11     |
| Золотий Гран-прі з боротьби 2014 (Баку)                          | Грузія | греко-римська боротьба, до 130 кг | Золото |
| Гран-прі FILA 2015                                               | Грузія | греко-римська боротьба, до 130 кг | 10     |
| Кубок Президента Казахстану з боротьби 2015                      | Грузія | греко-римська боротьба, до 130 кг | 4      |
| Олімпійський кваліфікаційний турнір з боротьби 2016 (Улан-Батор) | Грузія | греко-римська боротьба, до 130 кг | 5      |
| Олімпійський кваліфікаційний турнір з боротьби 2016 (Стамбул)    | Грузія | греко-римська боротьба, до 130 кг | Срібло |
| Гран-прі Німеччини з боротьби 2016                               | Грузія | греко-римська боротьба, до 130 кг | 5      |
| Кубок Європейських націй з боротьби 2016                         | Грузія | команда                           | 4      |
| Турнір Івана Піддубного 2017                                     | Грузія | греко-римська боротьба, до 130 кг | 11     |
| Турнір Г. Картозія і В. Балавадзе 2017                           | Грузія | греко-римська боротьба, до 130 кг | Золото |
| Київський Міжнародний турнір з боротьби 2018                     | Грузія | греко-римська боротьба, до 130 кг | Бронза |
| Гран-прі Німеччини з боротьби 2018                               | Грузія | греко-римська боротьба, до 130 кг | Золото |
| Гран-прі Угорщини з боротьби 2019                                | Грузія | греко-римська боротьба, до 130 кг | 11     |
| Київський Міжнародний турнір з боротьби 2021                     | Грузія | греко-римська боротьба, до 130 кг | Золото |
| Меморіал Болата Турлиханова 2022                                 | Грузія | греко-римська боротьба, до 130 кг | 9      |
| Меморіал Імре Поляка та Яноша Варги 2023                         | Грузія | греко-римська боротьба, до 130 кг | 13     |
| Меморіал Іона Корнеану і Ладислава Сімона 2023                   | Грузія | греко-римська боротьба, до 130 кг | Бронза |
| Олімпійський кваліфікаційний турнір з боротьби 2024 (Стамбул)    | Грузія | греко-римська боротьба, до 130 кг | 14     |
| Меморіал Імре Поляка та Яноша Варги 2024                         | Грузія | греко-римська боротьба, до 130 кг | Срібло |

### Виступи на змаганнях молодших вікових груп
| Змагання                                       | Збірна | Вагова категорія                  | Місце  |
| ---------------------------------------------- | ------ | --------------------------------- | ------ |
| Чемпіонат Європи з боротьби серед кадетів 2010 | Грузія | греко-римська боротьба, до 100 кг | Срібло |
| Чемпіонат Європи з боротьби серед юніорів 2012 | Грузія | греко-римська боротьба, до 96 кг  | Бронза |
| Чемпіонат світу з боротьби серед юніорів 2012  | Грузія | греко-римська боротьба, до 96 кг  | Бронза |
| Кубок Фрейденфельдса серед юніорів 2013        | Грузія | греко-римська боротьба, до 120 кг | Золото |
| Чемпіонат Європи з боротьби серед юніорів 2013 | Грузія | греко-римська боротьба, до 120 кг | Золото |
| Чемпіонат Європи з боротьби до 23 років 2016   | Грузія | греко-римська боротьба, до 130 кг | Золото |